# Ballyhale
Ballyhale (Baile Héil en irlandés) es un pueblo del condado de Kilkenny, en Irlanda. Se encuentra al sur de la ciudad de Kilkenny, aproximadamente a mitad de camino entre ésta y Waterford. Consta de tres parroquias: Knocktopher, Knockmoylan y Ballyhale.
Ballyhale tuvo una estación ferroviaria entre el 20 de mayo de 1853 y el 1 de enero de 1963. También se localiza allí la Ballyhale Shamrocks GAA, una Asociación Atlética Gaélica. Según el censo de 2011 tenía una población de 366 personas, lo que representa un aumento del 11.2% en la población desde el censo de 2006.

## Educación
Scoil Phádraig es una escuela primaria ubicada en el área sur de Ballyhale, en la carretera que se dirige a Waterford. El edificio fue construido en 1948 y le fue añadida una nueva escuela dotada de seis aulas en 1993. En 2006, Scoil Phádraig ganó una "Bandera Verde" por su programa de reciclaje y cuidado del medio ambiente.  